# Rasism i sport
Rasism inom sport förekommer på organiserad nivå sällan som genomtänkt sådan. Istället handlar det ofta om att psyka motståndaren för att vinna egna resultatmässiga fördelar. Men fenomenet har blivit ett stort problem och fått stor uppmärksamhet i media.
Vitas rasism mot svarta inom sport handlar ofta om att publiken kastar in bananer på spelplanen, skriker rasistiska slagord eller imiterar primater. Rasistisk publik kan också bära banderoller med symboler som starkt förknippas med rasism och rasistiska organisationer. Rasism inom fotboll har i början av 2000-talet framför allt varit ett problem i Italien, Spanien och Tyskland.
I vissa länder har klubbar fått böta då de inte åtgärdat rasism på läktarna.
Även rasism från aktiva kan förekomma, och ibland har aktiva stängts av från tävlandet på grund av rasistiska handlingar eller uttalanden.
Bland åtgärderna finns bland annat Football Against Racism in Europe, Ge rasismen rött kort och Rasismul strică fotbalul i Rumänien.

### Fotnoter
1. ↑  ”Mer banankastning – då stoppas derbyt”. Sportbladet. 13 augusti 2007. http://www.aftonbladet.se/sportbladet/fotboll/sverige/allsvenskan/hammarby/article12730400.ab. Läst 10 april 2016.
2. ↑  Tomas Ros (28 mars 2006). ”Hånades av rasister”. Sportbladet. http://www.aftonbladet.se/sportbladet/hockey/sverige/shl/article10789504.ab. Läst 10 april 2016.